# Terrilimosina schmitzi
Terrilimosina schmitzi är en tvåvingeart som först beskrevs av Oswald Duda 1918.  Terrilimosina schmitzi ingår i släktet Terrilimosina och familjen hoppflugor. Arten är reproducerande i Sverige. Inga underarter finns listade i Catalogue of Life.